# Möllebackagården
Möllebackagården, tidigare benämnd Massmanska gården, är belägen i stadsdelen Bergslagen i Ronneby invid vattenfallet i Ronnebyån. Byggnaden, vars äldsta del är från slutet av 1700-talet, var från början boningshus tillhörande Massmanska kvarnen alldeles intill. Byggnaden uppfördes ursprungligen av Friedrich Massman som också bedrev verksamheten vid Massmanska kvarnen. Gården är uppbyggd som en så kallad stadsgård så som många borgargårdar såg ut i städerna fram till omkring andra hälften av 1800-talet. Huvudbyggnadens entré ligger förhöjd från gatuplanet på grund av platsens branta topografi. Något som är en vanlig anpassning i bebyggelsemiljön runt om i stadsdelen Bergslagen. På samma tomt ligger även den så kallade Vesperklockan samt en ryggåsstuga med torvtak.
År 1877 köptes gården av Kockums Emaljverk och användes som arbetarbostäder för verkets anställda. Ronneby kommun köpte Möllebackagården 1965 och restaurerade byggnaderna efter den beskrivning som finns i 1805 års brandförsäkringshandlingar för fastigheten. De äldsta byggnadsdelarna har bevarade väggmålningar som restaurerats av konstnären Ture Wahlström. Byggnaden har därefter använts som hembygdsmuseum av Ronneby musei- och hembygdsförening.

## Kulturhistoriskt värdefull bebyggelse
Möllebackagården är att betrakta som kulturhistoriskt värdefull bebyggelse och den skyddas på kommunal nivå mot rivning och förvanskning i gällande detaljplan för området. Bebyggelsen är värdefull i fråga om sitt arkitektoniska uttryck, skala och representativitet för den bebyggelse som undkom stadsbranden år 1864. Bebyggelsen har dessutom ett pedagogiskt värde både vad avser bebyggelsens fysiska uttryck och dessa användning som publik verksamhet såsom museum och föreningsverksamhet.

### Övriga källor
- Kulturhistorisk byggnadsinventering med värdering - Bergslagen, september 2018, Ronneby kommun

### Digitala källor
- Ronneby.se, Möllebackagården, läst 2013-03-25
- Ronneby Musei- och Hembygdsförening, läst 2024-02-19
- Blekinge museum om Möllebackagårdens interiör
- Blekinge museum om ryggåsstugan tillhörande Möllebackagården
- Blekinge museum om Möllebackagårdens entré